# Carlo Giuseppe Luigi Bertero

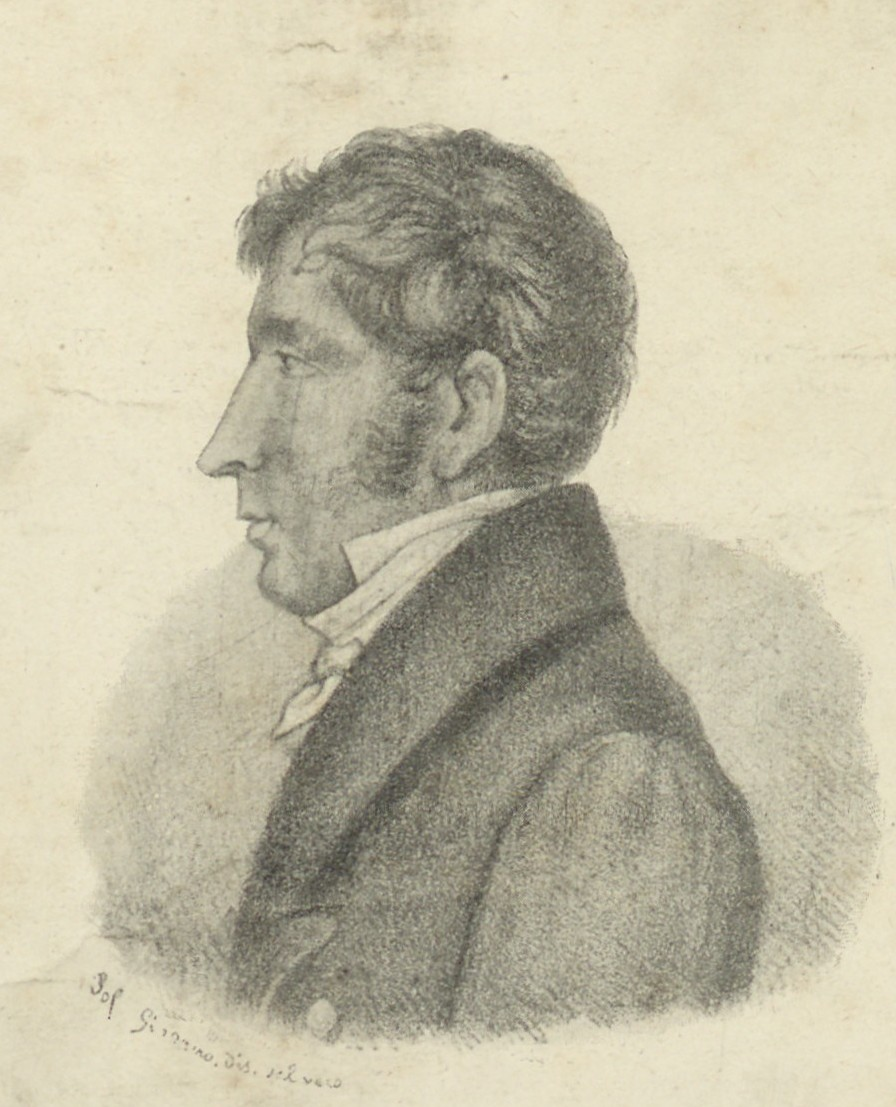
Carlo Giuseppe Bertero von Sofia Giordano, 1827

Carlo Giuseppe Luigi Bertero (* 14. Oktober 1789 in Santa Vittoria d’Alba; † April 1831, auf See vermisst) war ein italienischer Arzt, Botaniker und Pflanzensammler.
Sein botanisches Autorenkürzel lautet „Bertero“.

## Leben
Carlo Giuseppe Luigi Bertero wurde am 14. Oktober 1789 in St. Vittoria d’Alba als Sohn von Joseph Bertero und Anna Maria Abrigo geboren. Er hatte noch einen Bruder und eine Schwester. Als sein Vater starb, wurde er von der Mutter aufgezogen, die ihm auch den Besuch des Gymnasiums in Alba ermöglichte. Sein dortiger Lehrer, Francesco Giuseppe Gardini, Philosoph, Arzt und Physiker, prägte ihn stark.
An der Universität Turin studierte Bertero Medizin und beschäftigte sich insbesondere mit toxischen Pflanzen sowie pflanzlichen Brech- und Abführmitteln seiner Heimat Piemont. Dadurch wurde sein Interesse an der Pflanzenkunde geweckt und Bertero studierte Botanik.
Aus politischen Gründen – Bertero und sein Freund, der Botaniker Giovanni Battista Balbis (1765–1831), wurden verdächtigt an der Piemotesischen Revolution beteiligt gewesen zu sein – ging er nach Pavia und anschließend nach Lyon.
Von 1817 bis 1821 hielt er sich zu botanischen Studien auf den Westindischen Inseln auf und von 1827 bis 1831 auf mehreren Pazifischen Inseln. Bertero ist auch bekannt als Beschreiber und Sammler der Pflanzen von Chile. Auf der Rückreise von Tahiti nach Valparaíso im April 1831 versank wahrscheinlich sein Schiff. Das Schicksal von Carlo Bertero ist ungeklärt.

## Namensgeber
- Der US-amerikanische Lehrer, Ornithologe und Botaniker Ralph Hoffman (1870–1932) benannte einen Kaktus, Opuntia berteri, nach Bertero.
- Die Pflanzengattung Berteroa aus der Familie der Kreuzblütler (Brassicaceae) ist nach Carlo Bertero benannt.[1]
- Die folgenden Flechten sind nach Bertero benannt:
  - Berteroana biatora Mont. (1852)
  - Brigantiaea berteroana (Mont.) Trevis. (1853)
  - Pseudocyphellaria berteroana (Mont.) Redon (1977)
  - Sticta berteroana Mont. (1835)
  - Lecidea berteroana (Mont.) Nyl. (1855)

- Der belgische Kaufmann, Abenteurer, Diplomat und Reiseschriftsteller Jacques-Antoine Moerenhout benannte die Bertero-Insel, ein Korallenriff im Südpazifik (heute Minerve-Riff), nach seinem Freund und Reisegefährten Carlo Bertero.
- In Rom ist eine Straße nach Bertero benannt: Via Giuseppe Carlo Bertero
- Die Stadt Alba (Piemont) widmete Bertero und seinem Lehrer Francesco Giuseppe Gardini ein Denkmal. Es befindet sich heute am Corso Matteotti.